# 铁线莲小煤炱
铁线莲小煤炱（学名：Meliola knowltoniae）是属于小煤炱目小煤炱科小煤炱属的一种真菌，寄生在铁线莲属植物上。该种分布于中国、南非、澳大利亚。